# 荆州专区
荆州专区，中华人民共和国湖北省已撤销的专区，在今湖北省南部。
1949年置，专员公署驻江陵县。辖江陵、荆门、公安、松滋、潜江、钟祥、天门、京山8县。
1951年，原沔阳专区所属沔阳、监利、石首3县划入荆州专区。1952年，由沔阳县析置洪湖县。专区辖12县。
1953年，由公安、松滋、石首3县析置荆江县。1955年，撤销荆江县，并入公安县；原由省直辖的沙市市划入荆州专区。辖1市、12县。
1960年，以江陵县的沙洋镇设立沙洋市。1961年，撤销沙洋市，并入荆门县。专区辖1市、12县。
1970年，撤销荆州专区，改置荆州地区。